# Суходільська міська рада
Суходільська міська́ ра́да — орган місцевого самоврядування у складі Краснодонської міської ради Луганської області. Адміністративний центр — місто Суходільськ.

## Загальні відомості
- Суходільська міська рада утворена в 1972 році.
- Територія ради: 9,93 км²
- Населення ради: 21 061 особа (станом на 1 січня 2013 року)
- Територією ради протікає річка Велика Кам'янка.

## Населені пункти
Міській раді підпорядковані населені пункти:
- м. Суходільськ

## Склад ради
Рада складається з 36 депутатів та голови.
- Голова ради: Хохлова Тетяна Володимирівна
- Секретар ради: Обухова Ірина Миколаївна

### Керівний склад попередніх скликань
| ПІБ                          | Основні відомості                                                       | Дата обрання | Дата звільнення |
| ---------------------------- | ----------------------------------------------------------------------- | ------------ | --------------- |
| Якубов Сергій Іванович       | Міський голова, 1955 року народження, безпартійний                      | 26.03.2006   | 31.10.2010      |
| Хохлова Тетяна Володимирівна | Міський голова, 1957 року народження, освіта вища, член Партії регіонів | 31.10.2010   |                 |

Примітка: таблиця складена за даними джерела

### Депутати
За результатами місцевих виборів 2010 року депутатами ради стали:

#### За суб'єктами висування
| Суб'єкт висування                                       | Кількість обраних депутатів | %    |
| ------------------------------------------------------- | --------------------------- | ---- |
| Партія регіонів                                         | 29                          | 80,6 |
| Комуністична партія України                             | 4                           | 11,1 |
| Політична партія «Сильна Україна»                       | 2                           | 5,6  |
| Політична партія Всеукраїнське об'єднання «Батьківщина» | 1                           | 2,8  |

#### За округами
| № округу                                                | Прізвище, ім'я, по батькові        | Дата визнання обраним | Освіта                  | Партійна приналежність                  | Відомості про обраного депутата                                                                             |
| ------------------------------------------------------- | ---------------------------------- | --------------------- | ----------------------- | --------------------------------------- | --- |
| Комуністична партія України                             |                                    |                       |                         |                                         | |
| б/м                                                     | Сафонов Владислав Ігорович         | 02.11.2010            | Освіта вища             | член Комуністичної партії України       | Краснодонська міська рада Юридичний відділ, юрист                                                           |
| б/м                                                     | Цибулевська Валентина Гасанбеківна | 02.11.2010            | Освіта вища             | член Комуністичної партії України       | Суходільська школа-інтернат, вихователь                                                                     |
| б/м                                                     | Погл Тетяна Вікторівна             | 02.11.2010            | Освіта середня          | член Комуністичної партії України       | тимчасово не працює                                                                                         |
| 1                                                       | Дубінченко Тетяна Анатоліївна      | 02.11.2010            | Освіта вища             | позапартійна                            | приватний підприємець                                                                                       |
| Партія регіонів                                         |                                    |                       |                         |                                         | |
| б/м                                                     | Лисиця Віктор Єфремович            | 02.11.2010            | Освіта середня          | член Партії регіонів                    | Центральні електромеханічні майстерні ВАТ «Луганськшахтопрохідка», заступник директора                      |
| б/м                                                     | Журбіна Ірина Володимирівна        | 02.11.2010            | Освіта вища             | член Партії регіонів                    | Суходільська загальноосвітня школа I-III ст. № 5, директор                                                  |
| б/м                                                     | Осіпов Микола Миколайович          | 02.11.2010            | Освіта незакінчена вища | член Партії регіонів                    | Структурний підрозділ "Шахта «Дуванна» ВАТ «Краснодонвугілля», гірничий робітник з ремонту гірничих виробок |
| б/м                                                     | Гресіва Світлана Геннадіївна       | 02.11.2010            | Освіта вища             | член Партії регіонів                    | Суходільська міська рада, секретар                                                                          |
| б/м                                                     | Грашкін Олег Миколайович           | 02.11.2010            | Освіта вища             | член Партії регіонів                    | Структурний підрозділ "Шахта ім. М. П. Баракова, ВАТ «Краснодонвугілля», бригадир прохідників               |
| б/м                                                     | Колосова Наталія Сергіївна         | 02.11.2010            | Освіта вища             | член Партії регіонів                    | Структурний підрозділ "Шахта «Суходільська -Східна» ВАТ"Краснодонвугілля", нормувальник                     |
| б/м                                                     | Майборода Артем Володимирович      | 02.11.2010            | Освіта вища             | член Партії регіонів                    | приватний підприємець                                                                                       |
| б/м                                                     | Переверзєва Марія Олександрівна    | 02.11.2010            | Освіта незакінчена вища | член Партії регіонів                    | Суходільська загальноосвітня школа I-III ст. № 5, бібліотекар                                               |
| б/м                                                     | Лук'янова Ірина Миколаївна         | 02.11.2010            | Освіта вища             | член Партії регіонів                    | Структурний підрозділ «Ремонтно-механічний завод» ВАТ"Краснодонвугілля", начальник цеху                     |
| б/м                                                     | Савицький Сергій Васильович        | 02.11.2010            | Освіта вища             | член Партії регіонів                    | Структурний підрозділ «Шахта ім. М. П. Баракова» ВАТ"Краснодонвугілля", начальник дільниці                  |
| б/м                                                     | Андрєєв Валерій Олександрович      | 02.11.2010            | Освіта вища             | член Партії регіонів                    | Дочернє підприємство «Ринок міста Суходільськ», директор                                                    |
| б/м                                                     | Ткач Сергій Петрович               | 02.11.2010            | Освіта середня          | член Партії регіонів                    | Структурний підрозділ "Шахта"Дуванна" ВАТ"Краснодонвугілля", гірничий робітник                              |
| 2                                                       | Циганкова Світлана Іванівна        | 02.11.2010            | Освіта вища             | член Партії регіонів                    | тимчасово не працює                                                                                         |
| 3                                                       | Фурік Роман Павлович               | 02.11.2010            | Освіта вища             | член Партії регіонів                    | приватний підприємець                                                                                       |
| 4                                                       | Майоров Анатолій Миколайович       | 02.11.2010            | Освіта середня          | член Партії регіонів                    | Суходільська громадська організація ради ветеранів, голова                                                  |
| 5                                                       | Бенідіктова Людмила Олександрівна  | 02.11.2010            | Освіта вища             | член Партії регіонів                    | пенсіонер                                                                                                   |
| 6                                                       | Тарарін Євген Миколайович          | 02.11.2010            | Освіта вища             | член Партії регіонів                    | КЗ «Суходільська стоматологічна клініка», головний лікар                                                    |
| 7                                                       | Болжаларський Дмитро Юрійович      | 02.11.2010            | Освіта вища             | член Партії регіонів                    | приватний підприємець                                                                                       |
| 8                                                       | Бабікова Галина Михайлівна         | 02.11.2010            | Освіта вища             | член Партії регіонів                    | Палац Культури ім. О.Кошивого, директор                                                                     |
| 9                                                       | Павловська Олена Вікторівна        | 02.11.2010            | Освіта вища             | член Партії регіонів                    | КЗ Краснодонська міська дитяча лікарня, лікар                                                               |
| 10                                                      | Мардар Ігор Володимирович          | 02.11.2010            | Освіта вища             | член Партії регіонів                    | приватний підприємець                                                                                       |
| 11                                                      | Войшко Ганна Йосипівна             | 02.11.2010            | Освіта вища             | член Партії регіонів                    | Суходільська обласна спеціалізована загальноосвітня школа-інтернат, директор                                |
| 12                                                      | Козоріз Микола Прокопович          | 02.11.2010            | Освіта вища             | член Партії регіонів                    | Аптека № 228КП «Формація», завідувач                                                                        |
| 13                                                      | Тупікін Михайло Анатолійович       | 02.11.2010            | Освіта вища             | член Партії регіонів                    | СП ш. Дуванна ВАТ «Краснодонвугілля», прохідник                                                             |
| 14                                                      | Сілкіна Ніна Михайлівна            | 02.11.2010            | Освіта вища             | член Партії регіонів                    | СП ш. Дуванна ВАТ "Краснодонвугілля, заступник директора з економіки                                        |
| 15                                                      | Зубатов Василь Сергійович          | 02.11.2010            | Освіта вища             | член Партії регіонів                    | Краснодонський об'єднаний військовий комісаріат, зам. Військового комісаріату                               |
| 16                                                      | Купрєєва Тетяна Михайлівна         | 02.11.2010            | Освіта вища             | член Партії регіонів                    | Суходільський міський центр соціальних служб для сім'ї, дітей та молоді, директор                           |
| 17                                                      | Обухова Ірина Миколаївна           | 02.11.2010            | Освіта вища             | член Партії регіонів                    | загальноосвітня школа I-III ст. № 17, вчитель                                                               |
| 18                                                      | Маняхін Володимир Борисович        | 02.11.2010            | Освіта вища             | член Партії регіонів                    | СП ш. Дуванна ВАТ "Краснодонвугілля, гірничий майстер                                                       |
| Політична партія Всеукраїнське об'єднання «Батьківщина» |                                    |                       |                         |                                         | |
| б/м                                                     | Д'яченко Олександр Володимирович   | 02.11.2010            | Освіта вища             | позапартійний                           | приватний підприємець                                                                                       |
| Політична партія «Сильна Україна»                       |                                    |                       |                         |                                         | |
| б/м                                                     | Гальчук Юрій Васильович            | 02.11.2010            | Освіта вища             | член Політичної партії «Сильна Україна» | пенсіонер                                                                                                   |
| б/м                                                     | Анікіна Ірина Вікторівна           | 02.11.2010            | Освіта середня          | член Політичної партії «Сильна Україна» | ТОВ «Краснодон промсервіс», заступник директора                                                             |